# Voetbalkampioenschap van Saale-Elster 1932/33
In 1932/33 werd het zestiende en laatste voetbalkampioenschap van Saale-Elster gespeeld, dat georganiseerd werd door de Midden-Duitse voetbalbond. TuRV 1861 Weißenfels werd kampioen en plaatste zich voor de Midden-Duitse eindronde. De club versloeg VfL 1911 Bitterfeld en verloor dan van Hallescher FC Wacker.
Na dit seizoen kwam de Nationaalsocialistische Duitse Arbeiderspartij aan de macht en werd de competitie grondig geherstructureerd. De overkoepelende voetbalbonden werden afgeschaft en ruimden plaats voor 16 Gauliga's. De kampioen van Saale-Elster werd te licht bevonden voor de Gauliga Mitte en plaatste zich voor de Bezirksklasse Halle-Merseburg, die nu de tweede klasse werd. Ook de nummers twee en drie kwalificeerden zich hiervoor. De overige clubs bleven in de Saale-Elstercompetitie, die als Kreisklasse Salle-Elster nu de derde klasse werd. SpVgg 1910 Zeitz zou er later nog wel in slagen om te promoveren naar de Gauliga. 

## Gauliga
| Plaats | Club                            | Wed. | W  | G | V  | Saldo | Ptn.  |
| ------ | ------------------------------- | ---- | -- | - | -- | ----- | ----- |
| 1.     | TuRV 1861 Weißenfels            | 17   | 12 | 2 | 3  | 57:23 | 26:8  |
| 2.     | Naumburger SpVgg 05             | 18   | 12 | 1 | 5  | 61:27 | 25:11 |
| 3.     | Weißenfelser FV Schwarz-Gelb 03 | 18   | 11 | 2 | 5  | 61:36 | 24:12 |
| 4.     | Naumburger BC 1920              | 18   | 11 | 1 | 6  | 45:39 | 23:13 |
| 5.     | SpVgg 1910 Zeitz                | 18   | 7  | 2 | 9  | 36:46 | 16:20 |
| 6.     | SC 1903 Weißenfels              | 18   | 7  | 2 | 9  | 45:62 | 16:20 |
| 7.     | Zeitzer BC 1903                 | 18   | 6  | 3 | 9  | 41:53 | 15:21 |
| 8.     | Polizei VfL Weißenfels          | 18   | 5  | 5 | 8  | 35:52 | 15:21 |
| 9.     | SC 24 Grana/Zeitz               | 17   | 3  | 6 | 8  | 36:45 | 12:22 |
| 10.    | SV Teuchern 1910                | 18   | 3  | 0 | 15 | 19:53 | 6:30  |

|  | Kampioen, geplaatst voor Midden-Duitse eindronde en voor Bezirksklasse Halle-Merseburg 1933/34 |
|  | Geplaatst voorBezirksklasse Halle-Merseburg 1933/34                                            |
|  | Degradatie naar Kreisklasse Saale-Elster                                                       |